# 布拉格历史
布拉格建城歷史涵蓋了上千年，傳說中是由維謝赫拉德城堡發展而來。

## 早期
自从旧石器时代起，布拉格所在的地方就已经有人类定居。数千年前，形成了一条联结欧洲南部和欧洲北部的商路，沿着河流的流向，经过这一地区。大约公元前500年，凯尔特人的波伊人（Boii）部落居住在这一地区，他们是这里最早能叫出名字的居民。波伊部落将这个地区称为波希米亚，将这条河命名为伏尔塔瓦河。前1世纪，日耳曼人部落逐走凯尔特人，移居到波希米亚。到公元6世纪，日耳曼人部落多数移居到多瑙河流域，这时一支斯拉夫部落乘機从西面入侵，定居在波希米亚地区，他们就是捷克民族的祖先。

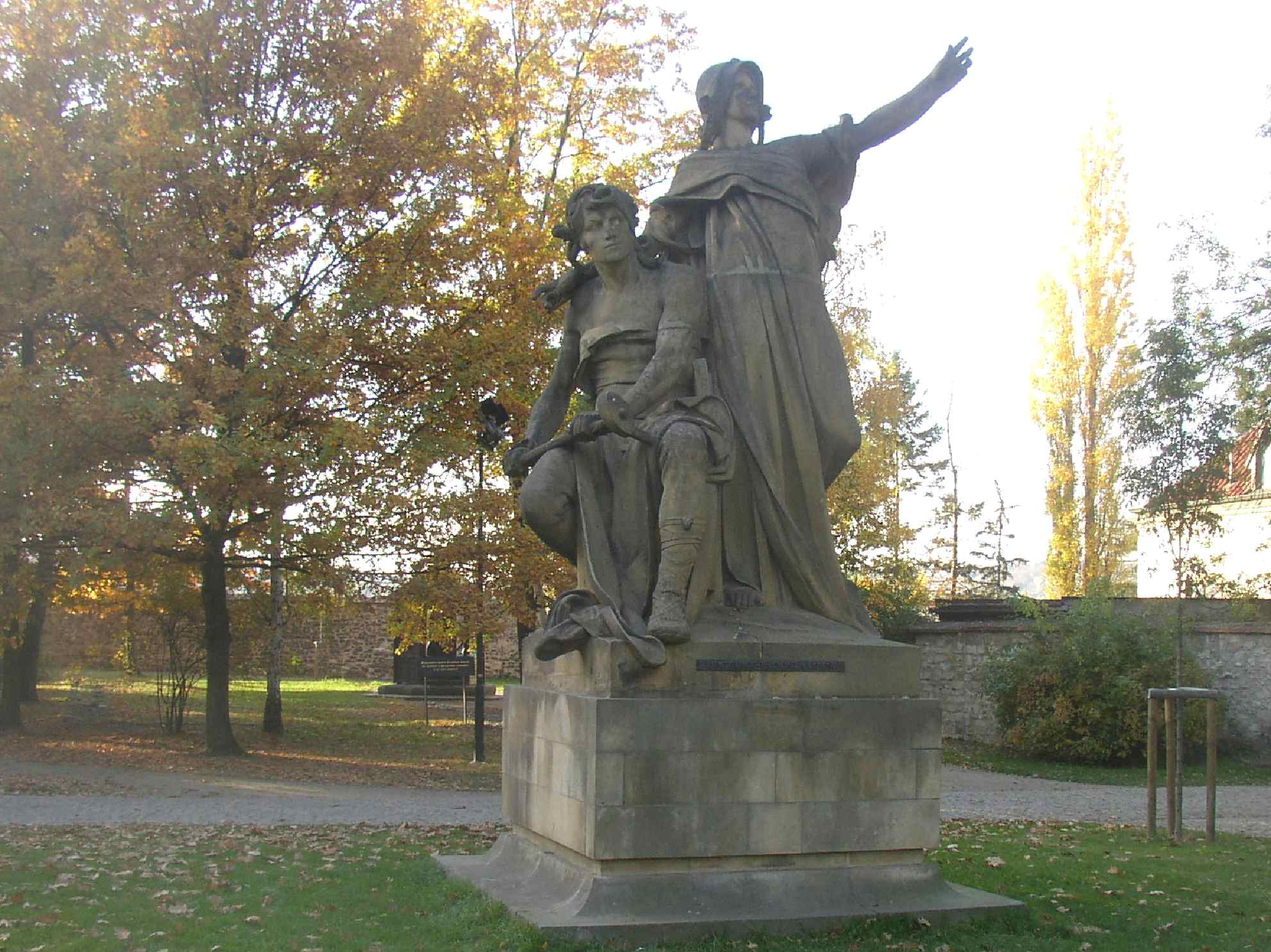
培密索尔和莉布丝，雕于1881年

根据传说，捷克部落的统治者莉布丝公主嫁给了一个地位卑微的农夫培密索尔，建立了普熱米斯爾王朝。传说公主在她位于中波希米亚的莉布新（Libusin）城堡中说了许多预言（得到7世纪以前考古学发现的证实）。其中一个预言说，她预见到了布拉格的荣耀。一天，她在异象中“看见一个伟大的城市，它的荣耀能达到天上的繁星！我看见它在在森林中伏尔塔瓦河畔陡峭的悬崖之上。那里有一个男人，他正在为房屋凿出门槛（prah），在那里要建起一座名叫布拉格（Praha）的城堡。王子和公爵们都要在门槛前弯腰，他们要向城堡和周围的城市低头。它将得到尊敬，人所共知的荣誉，整个世界都要赞美它。”
”
波希米亚早期的历史只有一些传说流传了下来。第一位被历史学家公认的波希米亚统治者是9世纪下半叶的王子博日沃伊一世。863年，西里尔和美多德兄弟将基督教带到捷克，美多德为波希米亚国王夫妇博日沃伊和Ludmila施行了洗礼，博日沃伊将他的王宫从Levý Hradec堡垒迁到一个称为布拉格（Praha）的地方，建造了布拉格城堡。这是世界上最大的有人居住的堡垒。从此以后，这里一直是捷克的政治中心，至今仍是捷克总统府）。
10世纪初摩拉维亚公国瓦解后，波西米亚逐步扩大疆域，自大约936年起，已经控制了波希米亚的大部分地区。博日沃伊一世的孙子，波希米亚公爵文塞斯劳斯，开始与萨克森王朝结盟，他希望波希米亚成为一个较大帝国的平等伙伴。他在929年9月28日被暗杀，安葬在他自己建造的圣维特斯教堂里。数年后文塞斯劳斯被封圣，成为波希米亚最受爱戴的主保圣人，是圣诞颂歌中的“贤王文塞斯劳斯”。
962年，萨克森王朝的鄂图一世加冕成为神圣罗马帝国皇帝，波希米亚从开始就加入了该帝国。  
10世纪初，布拉格城堡下面和周围地区已经发展成一个重要的贸易场所，来自全欧洲的商人聚集在此。965年，一名犹太商人和旅行家Ibrahim ibn Ya'qub 写道：“布拉格建造在石头和石灰上，是最大的贸易中心。斯拉夫人大体上很勇敢... 他们征服了这片肥沃富饶的土地，有充足的食物供应。” 
973年，波希米亚成立了一个教区，主教座堂就设在布拉格城堡。第一位捷克主教是Adalbert，他在999年被封圣，成为捷克、波兰和匈牙利的主保圣人。
11世纪，在这座罗马式的布拉格城堡的对岸，又建造了另一座罗马式城堡

## 查理四世时代
公元14世纪，该市在神圣罗马帝国卢森堡王朝皇帝查理四世统治时期达到繁荣。查理四世是捷克公主 Eliska Premyslovna和卢森堡的约翰的长子。他于1316年出生在布拉格，1346年当他父亲去世时成为波希米亚国王。由于他的争取，布拉格教区在1344年升格为总教区。1348年4月7日，他建立了中欧、北欧和东欧地区的第一所大学，今天称为查理大学，是捷克最古老的大学，也曾是德国第一所大学。同年，他还在老城的旁边建立了布拉格新城。查理重建了布拉格城堡和高堡，架起了一座新桥，今天称为查理大桥。圣维特主教座堂也开始建造。他还新建了许多教堂。1355年，查理在罗马加冕，成为神圣罗马帝国皇帝。布拉格成为神圣罗马帝国的京城。查理希望布拉格成为世界上最美丽的城市之一。他希望布拉格成为帝国内最为显赫的城市，布拉格城堡位于该市显赫的地点，而庄严的哥特式主教座堂比起布拉格城堡更为显赫。它们都采用了宏伟的哥特式，室内装饰采用了独立的艺术风格，称为波希米亚学派。在查理四世统治时期，捷克在中歐最为强大，是捷克歷史上最強盛的時期。 
当时，布拉格是欧洲的第三大城市。

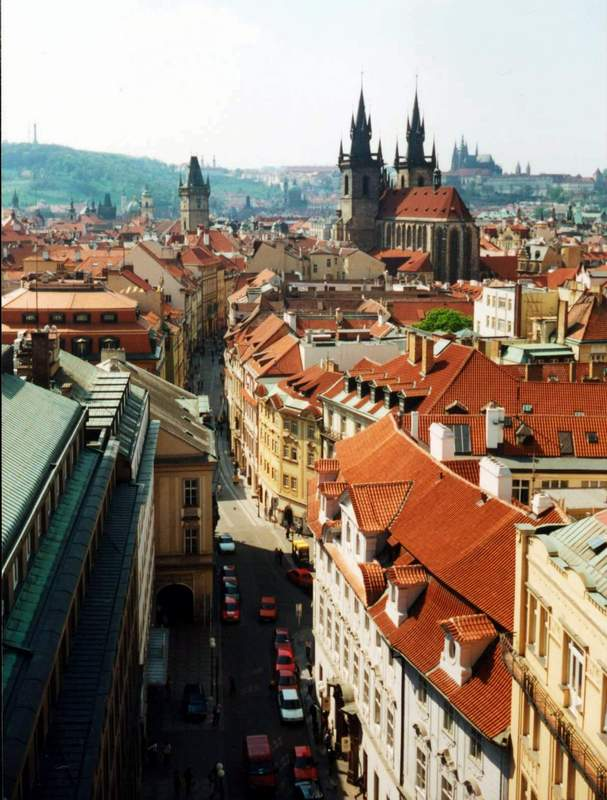
主教座堂

所有一切在查理四世的儿子，软弱的国王瓦茨拉夫四世在位时期—（1378年至1419年）都发生了变化。大学校长扬·胡斯在布拉格的伯利恒礼拜堂，使用捷克语布道，以尽可能扩大他的教会改革思想的影响。他在1415年以异端罪名在康士坦茲被处以火刑，四年后胡斯战争爆发，战争始于布拉格的第一次拋窗事件，布拉格神父扬·柴利夫斯基指挥了这次反抗，将市长及市议员共7人从新市政厅的窗户扔向楼下。16天后国王瓦茨拉夫四世逝世。他的同父异母弟弟匈牙利國王西吉斯蒙德是王位合法的继承者。但胡斯派反对西吉斯蒙德，因此他带领3万军队来到布拉格。（正是西吉斯蒙德邀请扬·胡斯前往康士坦茲为自己作异端辩护，并答应给他豁免权，但没有信守诺言）。1420年，著名将军扬·杰斯卡领导的农民武装，和胡斯派军队一起，在維科山戰役中击败了西吉斯蒙德。西吉斯蒙德派出了更多的十字军，但是都以失败而告终。杰斯卡去世后，胡斯派分裂，温和派和天主教徒联合，在1434年的里潘尼戰役中最激进的胡斯派最终战败。西吉斯蒙德成为波希米亚国王。
1437年，西吉斯蒙德去世，卢森堡王朝因没有男性后嗣而告结束。西格蒙德的女婿奥地利公爵艾伯特二世成为波希米亚国王，兩年后他也去世，他的遗腹子拉斯洛五世继位。拉斯洛17岁时去世，他的老师——贵族波傑布拉德的乔治被天主教徒和胡斯派一同选为波希米亚国王，他被称为胡斯派国王。在他统治下，教宗在1465年呼吁十字军攻打捷克异教徒。十字军由匈牙利國王馬加什一世率领，馬加什在1469年被捷克的天主教徒承認為波希米亚国王。乔治没有退位，於是波希米亚有了兩位国王。乔治在1471年去世以前，与波兰国王卡西米尔四世达成协议，下一位波希米亚国王将出自雅盖隆王朝——弗拉迪斯拉夫·雅盖隆。（国王卡西米尔四世的妻子是拉斯洛五世的姐妹，因此她的儿子弗拉迪斯拉夫与卢森堡王朝和原来波希米亚的普熱米斯爾王朝都有关联）。雅盖隆王朝统治持续到1526年，當年國王路德维希·雅盖隆（兼任匈牙利國王）與鄂圖曼土耳其大戰後死亡，雅盖隆王朝绝嗣（路德维希·雅盖隆是弗拉迪斯拉夫·雅盖隆的儿子）。

## 三十年战争
下一位波希米亚国王是斐迪南·哈布斯堡（兼任奧地利大公），路德维希·雅盖隆姐姐安·雅盖隆的丈夫。这是哈布斯堡王朝的开始。1556年斐迪南的哥哥查理五世让出皇位，1558年斐迪南一世被选为神聖羅馬帝國皇帝。在他去世后，他的儿子马克西米连二世继承他的所有头衔，马克西米连离世后，他的儿子鲁道夫二世继承了所有的头衔。鲁道夫二世统治时期是布拉格的另一个光荣年代。布拉格再次成为神圣罗马帝国的文化中心。鲁道夫与雅盖隆王朝、卢森堡王朝和普熱米斯爾王朝都有关联，但他也与西班牙的疯女胡安娜（卡斯蒂利亚女王伊莎贝拉一世和阿拉贡国王斐迪南二世的女儿）有血緣關係，胡安娜是鲁道夫祖父斐迪南一世的母亲。鲁道夫二世虽然非常有才华，却非常古怪，患有抑郁症。鲁道夫二世住在布拉格城堡，他在那里的宫廷充塞着占星家、魔法师和其他古怪人物。但这是该市的一个繁荣时期，居住在此的名人包括天文学家第谷·布拉赫和约翰·开普勒，画家朱塞佩·阿尔钦博托、B.斯普朗格、汉斯·冯·亚琛、J. 海因茨等。1609年，在新教徒影响下，鲁道夫二世这个虔诚的天主教徒颁布了“皇帝帝国宪章”，立法规定了欧洲前所未有的广泛的宗教自由。许多德国新教徒（路德会教徒和加尔文派教徒）移居波西米亚。其中之一是特隆伯爵，他是德国路德会教徒，在他领导下，1618年发生了布拉格第二次抛出窗外事件，并导致了三十年战争。  
继承波希米亚王位的是鲁道夫的兄弟马提亚斯，但是由于马蒂亚斯没有孩子，当马蒂亚斯生病时，他的表弟施蒂里亚的斐迪南大公，被波西米亚国会初步接受为未来的波希米亚国王。波西米亚的新教徒不喜欢这个决定。新教徒和天主教徒（亲哈布斯堡家族）之间的紧张关系导致引发了布拉格第二次抛出窗外事件，1618年5月23日，天主教徒总督被从布拉格城堡的窗户扔出去。他们活了下来，但是新教徒取代了天主教徒总督。这次事件引起了三十年战争。当马蒂亚斯去世时，施蒂里亚的斐迪南被选为皇帝斐迪南二世，但是没有被新教徒领袖接受为波希米亚国王。加尔文派教徒腓特烈五世 (普法尔茨)被选为波希米亚国王。1620年11月8日爆发了白山战役。皇帝斐迪南二世不仅得到天主教的西班牙、波兰和巴伐利亚的帮助，还得到路德会的萨克森的帮助（他不喜欢加尔文教派）。勇士因德里赫·马提亚斯·特隆伯爵率领的新教军队，主要来自路德会的西里西亚、盧薩蒂亞和摩拉维亚。这主要是新教徒和天主教徒之间的战斗。天主教徒获胜，皇帝斐迪南二世成为波希米亚国王。他宣布捷克重新皈依天主教。1621年6月21日，27位新教领袖在布拉格的老城广场被处死，其中包括3位贵族、7位骑士和17位市民，包括布拉格大学校长揚·傑森尼斯博士。大部分新教领袖逃离，包括特隆伯爵，那些留下的人遭受到意料之外的严厉惩罚。新教徒被迫将天主教徒扣押的所有财产送给天主教会。除了天主教以外的任何宗教信仰都被禁止。上流社会不是迁走就是改宗天主教。德语获得与捷克语平等的权利。威斯特伐利亚和约签订后，斐迪南二世将宫廷迁往维也纳，布拉格开始逐步衰落，人口从战前的6万下降到2万。1621年6月21日，以神圣罗马帝国皇帝、罗马教皇、西班牙贵族诸侯为代表的“再造天主教运动”镇压了布拉格市民起义，并处决了起义领袖。1631年和1648年布拉格先后被撒克逊人和瑞典人占领，从此进入衰落时期。

## 17世纪
17世纪被认为是布拉格犹太人的黄金时代。布拉格的犹太社区拥有大约15,000人（占总人口的30%），是世界上最大的阿什肯纳齐社区和欧洲第二大犹太社区，仅次于希腊的萨洛尼卡。从1597年到1609年，Maharal （Judah Loew ben Bezalel）担任布拉格的首席拉比。他被认为是布拉格历史上最伟大的犹太学者，他在老犹太公墓的墓地成了朝圣的地点。 

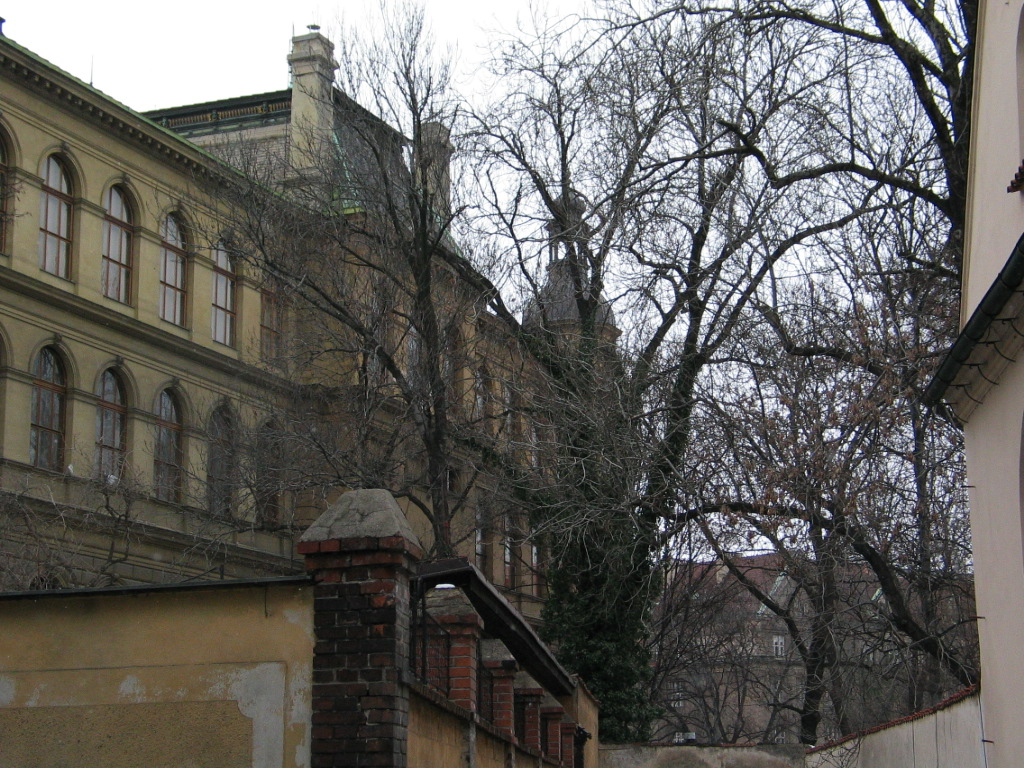
犹太公墓和周围建筑

1745年，玛丽亚·特蕾西亚在布拉格驱逐犹太人，1748年，女王允许犹太人回到布拉格。1848年，布拉格隔都的大门被打开。从前的犹太区在1850年更名为 Josefov，在19世纪末20世纪初被拆除。

## 18世纪
1689年的一场大火烧毁了布拉格，随后该市得以重建。在18世纪，该市经济继续上升，到1771年拥有8万居民，其中有许多是贵族和富裕的商人，在城内兴建了许多宫殿、教堂和花园，它们普遍采用装饰华丽的巴洛克风格，在全世界赢得了声誉。1784年，原来的四个自治镇——城堡区（Hradčany，位于城堡西面和北面）、小城（Malá Strana，位于城堡南边）、老城（Staré Město，亦位于城堡东边，与城堡区隔河相对）和新城（Nové Město，位于东南方），正式合并为一个城市。

## 19世纪

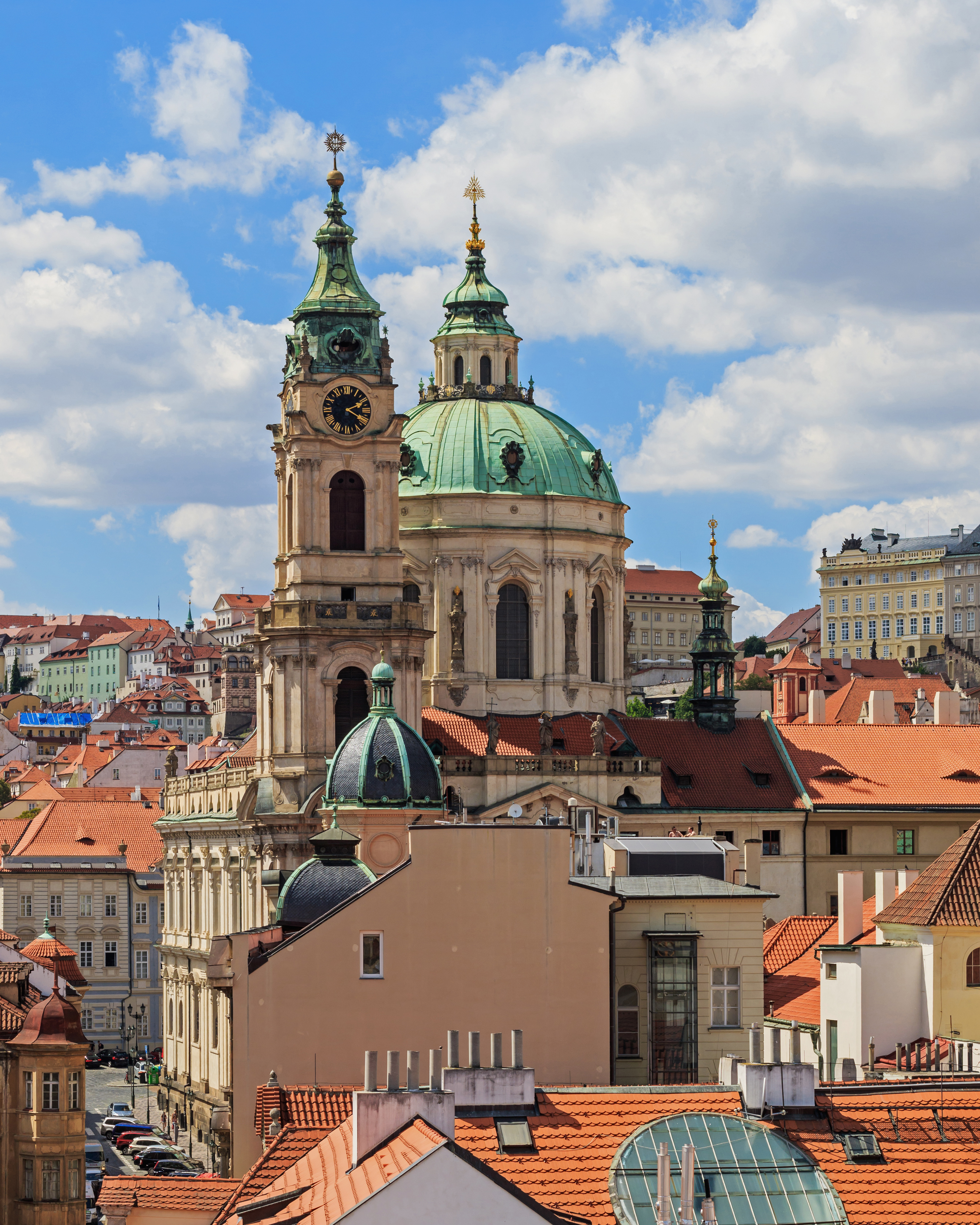
圣尼古拉教堂

1806年，根据拿破仑的命令，神圣罗马帝国解散了，皇帝弗兰西斯二世放弃神圣罗马皇帝称号，改称奥地利皇帝弗兰西斯一世。
1848年革命震撼了整个欧洲，同样也震撼了布拉格，但被猛烈的镇压。第二年，捷克民族主义运动（反对另一个民族主义政党）开始兴起，直到在1861年在市议会中赢得多数。 
19世纪，布拉格城市继续扩张。1850年，猶太區（Josefov）并入布拉格市。1883年，布拉格市又添加了Vyšehrad区。工业革命对布拉格产生了巨大影响，这是因为附近地区有煤矿和钢铁工厂，对开设工厂很有利。第一个郊区Karlín形成于1817年，20年后人口就达到10万。1842年，布拉格兴建了第一条铁路。
1867年，皇帝弗兰西斯·约瑟夫一世被确立为奥匈二元君主：奥地利皇帝和匈牙利国王。

## 20世纪
第一次世界大战结束时，奥匈帝国战败，新成立的捷克斯洛伐克选择布拉格为首都。当时布拉格是一个真正的欧洲首都，拥有良好的工业基础。到1930年，该市人口增加到85万。
在布拉格历史的大部分时期内，该市一直是一个多民族的城市，拥有大量的捷克人、德国人和犹太人。1939年捷克被纳粹德国占领后，以及第二次世界大战期间，大部分犹太人不是逃离该市就是死于犹太人大屠杀。在战后共产党时期，布拉格的大部分犹太人移居国外，特别是在共产党政变之后、1948年 以色列建国、1968年苏联入侵之际。到1990年代初，布拉格的犹太社区仅有约800人，而第二次世界大战以前该市有5万犹太人。2006年，犹太社团登记有1,600人。
在纳粹德国占领捷克斯洛伐克期间，布拉格是少数未被炸毁的欧洲城市之一，但市民受到纳粹的压制和迫害。政治家（如总理Alois Eliáš)、大学教授和学生和许多其他人被杀害或关押。1945年5月5日，布拉格的捷克人发动了布拉格起义， （此前在雅尔塔会议上已达成秘密协议，波希米亚将由红军解放）。最后，1945年5月9日（德国正式投降的第二天），苏联坦克开进了布拉格。直到1945年5月12日，捷克土地上的战斗才完全结束。
直到19世纪末，德意志人一直构成该市人口的大多数，在1945年5月以后的数月间不是逃走，就是被驱逐。在这期间发生过对德意志人的集体屠杀，但今天已经无法确知受害者的数目。
战后，布拉格再次成为捷克斯洛伐克首都。许多捷克人真诚地感谢苏联士兵。战争结束数月后，苏联军队离开捷克斯洛伐克，但苏联保持了对接了强烈的政治影响。1948年2月，布拉格成为共产党政变的中心。
这时，布拉格始终活跃的知识分子社会1968年8月，苏联和其他华沙条约国家占领了捷克斯洛伐克，用坦克镇压了所有改革的尝试。
1993年捷克斯洛伐克分裂后，布拉格成为新的捷克共和国的首都。到1922年初，周边37座自治城镇亦划归布拉格，居民骤增至676,000人。1938年，人口增加到100万。布拉格的50,000名犹太人多在第二次世界大战时死于纳粹手中。
1968年，苏联为首的华约成员国对捷克斯洛伐克的武装入侵，导致了之前的政治改革的失败。这个事件被称为布拉格之春，对于当时的社会主义运动有着深远的影响。
1989年，柏林墙倒塌后，布拉格街頭發生了天鹅绒革命，捷克斯洛伐克摆脱了共产党和苏联的影响，而布拉格也在新气氛中获益甚多。
2002年8月，布拉格遭受严重的洪灾，城中多处毁坏。幸好主要的景观（如查理大桥）无恙。

## 布拉格历史大事年表
- 870   布拉格城堡兴建
- 1344 布拉格教区升格为总教区
- 1346 查理四世统治，布拉格成为神圣罗马帝国首都
- 1348 查理大学成立
- 1583 ，布拉格第二次成为神圣罗马帝国首都
- 1618 布拉格拋窗事件 引发三十年战争
- 1621 白山战役后，27名捷克贵族在老城广场被处死
- 1648 布拉格西岸被瑞典军队攻占并抢劫
- 1741 被法国-巴伐利亚联军占领
- 1744 被普鲁士军队占领
- 1848 1848年革命
- 1890 大洪水
- 1918 第一次世界大战结束，布拉格成为捷克斯洛伐克首都
- 1922 将郊区和附近城镇并入，成立大布拉格
- 1938 法国和英国在慕尼黑协定中出卖捷克，德国占领苏台德区，1939年占领全国
- 1945 美国空军制造了布拉格轰炸，误杀了数百名布拉格人（目标是134公里外的德累斯顿）
- 1945 第二次世界大战末期，布拉格起义抵抗纳粹德国占领，结束于苏联红军到达 – 随后是驱逐德国平民
- 1948 共产党接管政权
- 1968 布拉格之春，苏联军队入侵，扑灭政治自由化
- 1989 布拉格是天鹅绒革命的主要中心（共产党政权倒台）
- 2002 布拉格遭遇2002年欧洲洪水，部分城市被淹，但主要标志建筑幸存。